# 迈克尔·雷德格雷夫
迈克尔·雷德格雷夫（英語： 1908年3月20日—1985年3月21日）英国舞台和电影演员、导演，经理和作家。因在1947年电影《埃里特拉戴孝》中的表演而获得奥斯卡最佳男主角奖提名及英国电影和电视艺术学院提名。在第四届戛纳电影节上，他因在1951年电影《峰途路转》中的表演而获得最佳男主角奖。他的女兒為著名演員。